# Johann Jakob Weberski
Johann Jakob Weberski (* März 1655 in Danzig; † 2. November 1689 vermutlich Danzig) war ein deutscher Arzt, Stadtarzt in Danzig und Mitglied der Gelehrtenakademie Leopoldina.
Weberski studierte Medizin in Danzig. Er war Respondent in Danzig im Jahr 1678 und später Stadtarzt der freien Stadt Danzig. Am 1. Mai 1683 wurde Johann Jakob Weberski mit dem akademischen Beinamen AEGINETA II. als Mitglied (Matrikel-Nr. 114) in die Leopoldina aufgenommen.

## Werk
- Weberski, Johann Jakob: Dissertatio Physiologico–Anatomica De Lacte, Danzig 1678.